# Rạp chiếu phim Quốc tế
Rạp chiếu phim Quốc tế là một rạp chiếu phim nằm ở Bắc Triều Tiên. Đây là nơi tổ chức của Liên hoan phim Quốc tế Bình Nhưỡng.